# St. Ursula (Rommelsried)

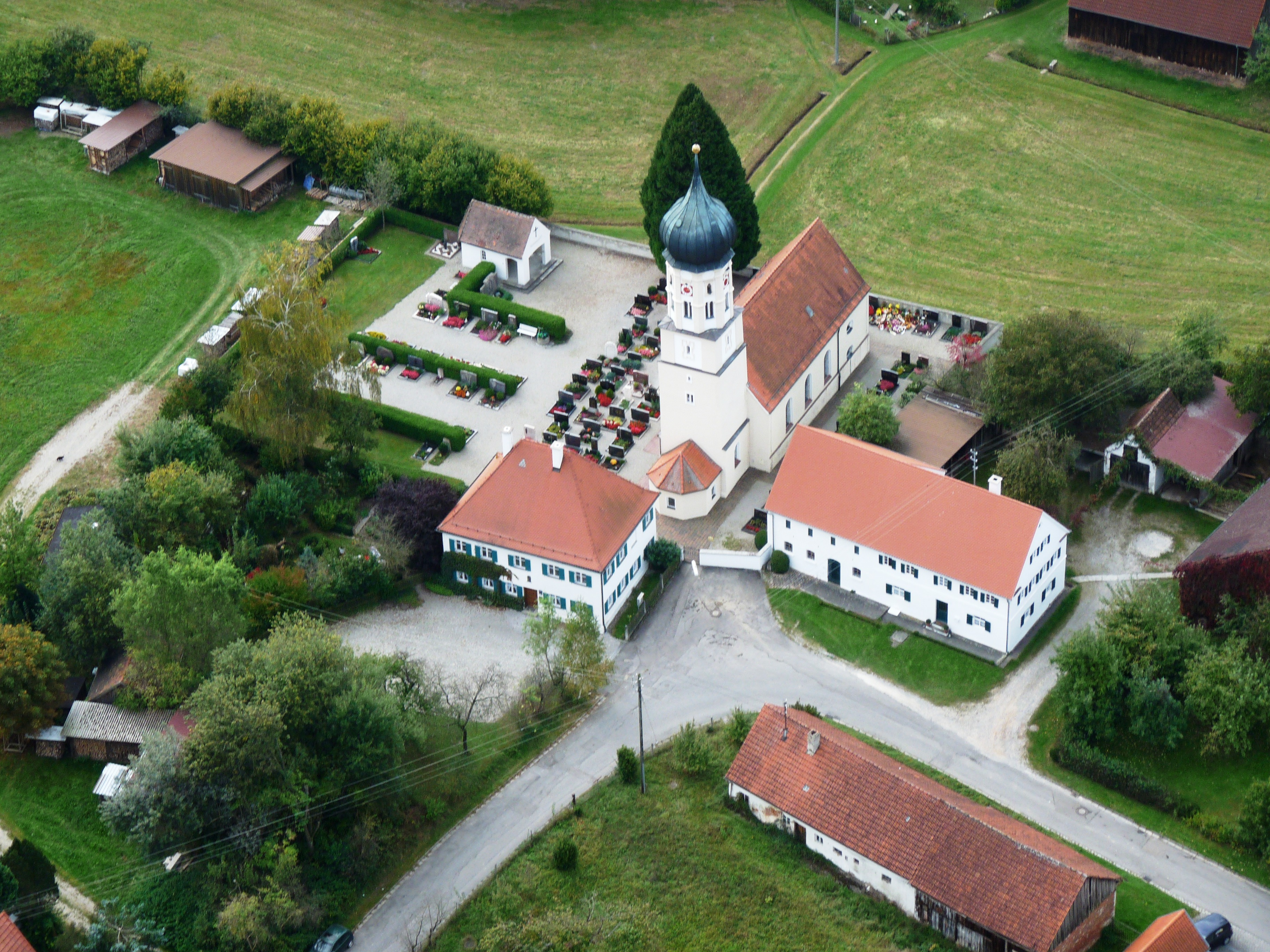
St. Ursula in Rommelsried

Die römisch-katholische Pfarrkirche St. Ursula steht in Rommelsried, einem Gemeindeteil von Kutzenhausen im schwäbischen Landkreis Augsburg von Bayern. Das Bauwerk ist in der Liste der Baudenkmäler in Kutzenhausen als Baudenkmal unter der Nr. D-7-72-167-14 eingetragen. Die Pfarrei gehört zum Dekanat Augsburg-Land des Bistums Augsburg.

## Beschreibung
Die Saalkirche besteht aus einem 1782 gebauten barocken Langhaus, das 1860 nach Westen verlängert wurde, einem dreiseitig geschlossenen, quadratischen Chor im Osten und dem ehemaligen Chorturm des Vorgängerbaus, der zwischen beiden Baukörpern steht. Die unteren romanischen Geschosse des Chorturms wurden um 1694 mit einem achteckigen aufgestockt, das die Turmuhr und den Glockenstuhl beherbergt, und mit einer Zwiebelhaube bedeckt. Der Innenraum des Langhauses ist mit einer Flachdecke überspannt. In ihm wurden 1861 von Joseph Kober Fresken eingerichtet, auf denen das Jüngste Gericht zu erkennen ist, wie es von Peter von Cornelius in der Ludwigskirche in München gemalt wurde. Der Hochaltar der neuromanischen Kirchenausstattung wurde 1867 gebaut.